# Головний сержант Збройних сил України
Головний сержант Збройних сил України (до 2021 року — головний старшина Збройних сил України) — посадова особа сержантського складу у військовому званні "головний майстер-сержант" (до 2021 року — такого звання не існувало), яка відповідає за організацію заходів розвитку професійного сержантського корпусу, функціонування допоміжної вертикалі управління сержантського (старшинського) складу, координацію діяльності головних сержантів (головних старшин) органів військового управління та військових частин, надання Головнокомандувачу Збройних сил України інформації та пропозицій з питань проходження служби рядовим і сержантським (старшинським) складом. Головний сержант Збройних сил України безпосередньо підпорядковується Головнокомандувачу Збройних сил України, є його радником з питань проходження служби та професіоналізації сержантів (старшин), прямим начальником для всього рядового і сержантського (старшинського) складу Збройних сил України.

## Історія
Про заснування посади було оголошено 1 грудня 2008 року тодішнім Міністром оборони України Юрієм Єхануровим на відкритті у Харкові Центру підготовки сержантів. Введено посаду наказом Міністерства оборони України у 2010 році. Першого в історії головного старшину Збройних Сил України було призначено 22 листопада 2012 року, ним став військовослужбовець 3 полку спецпризначення старшина Олександр Косинський. У 2020 році на нормативному рівні посаду перейменовано на головний сержант Збройних Сил України зі штатно-посадовою категорією військового звання головний майстер-сержант (головний майстер-старшина). Під неї розроблено унікальний знак розрізнення — на відмінну від знаку розрізнення (погону) за військовим званням головний майстер-сержант, який складається з одного широкого та трьох тонких шевронів, розміщених у зазначеному порядку з низу вверх, а також розміщеної знизу дугоподібної лички, посада головного сержанта Збройних Сил України передбачає одну ромбоподібну зірку, що розміщується між дугоподібною личкою та широким шевроном. Введено посаду головного сержанта Збройних Сил України до структури Збройних Сил України, замість посади головного старшини, у лютому 2021 року спільною директивою Міністра оборони України та Головнокомандувача Збройних Сил України.

## Основні обов'язки
- Планувати, організовувати, контролювати та координувати реалізацію заходів розвитку професійного сержантського (старшинського) складу Збройних сил України, доповідати Головнокомандувачу Збройних сил України про їх результати.
- Координувати діяльність головного сержанта Генерального штабу Збройних сил України, головних сержантів (головних старшин) органів військового управління, військових частин, військових навчальних частин, військових коледжів сержантського (старшинського) складу та військових навчальних закладів, штабних сержантів Апарату Головнокомандувача Збройних Сил України, начальників центрів підготовки сержантського (старшинського) складу, спрямовувати їх роботу на забезпечення реалізації визначених керівним складом Збройних Сил України завдань.
- Надавати Головнокомандувачу Збройних Сил України інформацію з питань проходження військової служби військовослужбовцями рядового і сержантського (старшинського) складу, їх підготовки та всебічного забезпечення, доповідати проблемні питання за зазначеними напрямками та пропозиції щодо їх вирішення.
- Надавати керівникам структурних підрозділів Апарату Головнокомандувача Збройних Сил України, Генерального штабу Збройних Сил України та органів військового управління пропозиції з питань вдосконалення порядку проходження військової служби, професійного розвитку, підвищення рівня морально-психологічного стану та військової дисципліни, покращення соціального забезпечення військовослужбовців рядового і сержантського (старшинського) складу Збройних Сил України, ініціювати в установленому порядку організацію заходів за зазначеними напрямками.
- Брати участь у розробці проєктів нормативно-правових актів, наказів і директив Міністра оборони України, Головнокомандувача Збройних Сил України та Генерального штабу Збройних Сил України з питань, що належать до його компетенції.
- Супроводжувати Головнокомандувача Збройних Сил України під час його роботи у військах (силах) та участі у заходах міжнародного військового співробітництва.
- Організовувати та здійснювати перевірку ефективності виконання службових обов'язків сержантським (старшинським) складом у військах (силах), діяльності рад сержантів військових частин (підрозділів), дотримання положень та стандартів з питань проходження військової служби рядовим і сержантським (старшинським) складом, його підготовки (навчання) та всебічного забезпечення, надавати практичну допомогу головним сержантам (головним старшинам) у налагодженні ефективної системи роботи.
- Вивчати, узагальнювати і впроваджувати у діяльність сержантського (старшинського) складу передовий досвід з питань роботи з особовим складом, його підготовки, забезпечення бойової готовності та виконання завдань за призначенням.
- Представляти сержантський (старшинський) склад Збройних Сил України на заходах міжнародного військового співробітництва, у рамках визначених завдань, безпосередньо організовувати та проводити зустрічі з представниками збройних сил іноземних держав.
- Керувати діяльністю Ради сержантів Збройних Сил України, організовувати та проводити Всеармійські збори сержантського (старшинського) складу Збройних Сил України.
- Під час дії воєнного стану, крім іншого, за вказівкою Головнокомандувача Збройних Сил України перебуває у визначеному районі проведення операції (операцій), у першу чергу в тому, де склалася складна обстановка, для посилення командного впливу, підтримання морально-психологічного стану особового складу, надання допомоги у реалізації сержантським (старшинським) складом визначених завдань; організовує доведення в установленому порядку до головних сержантів (головних старшин) органів військового управління та військових частин оперативної інформації, наказів та розпоряджень керівного складу Збройних Сил України, суспільно-політичної обстановки, у частині, що їх стосується, визначає їм завдання щодо організації роботи із забезпечення виконання визначених керівним складом завдань; надає Головнокомандувачу Збройних Сил України інформацію з питань морально-психологічного стану військовослужбовців рядового і сержантського (старшинського) складу та з інших питань, що безпосередньо стосуються готовності особового складу до виконання завдань за призначенням, збереження життя та здоров'я військовослужбовців.

## Кваліфікаційні вимоги
- Рівень професійної підготовки — вищий.
- Рівень освіти — вища (бакалавр).
- Рівень володіння англійською мовою — СМР2.
- Рівень фізичної підготовки — не нижче "добре".
- Стан здоров'я — придатний до військової служби за контрактом у Збройних Силах України.
- Обов'язкова попередня посада — головний сержант (головний старшина) органу військового управління рівня не нижче командування виду / окремого роду військ (сил).
- Обов'язкове попереднє військове звання — старший майстер-сержант / старший майстер-старшина.
- Обов'язкові додаткові кваліфікації — інструкторська та штабна.
- Індивідуальні спроможності — розвинуті організаційні та управлінські якості; вміння приймати рішення в стресових ситуаціях, готовність брати на себе відповідальність; вміння формувати планувальні, організаційні, розпорядчі та звітні службові документи; висока особиста дисциплінованість та виконавча дисципліна; впевнені навички роботи на комп'ютері зі стандартними офісними програмами; вміння користуватися автоматизованими робочими місцями та системою електронного документообігу.

## На посаді
- головний майстер-сержант Косинський Олександр Юрійович (з 22 листопада 2012 року і по цей час)[2]